# آرسنی سوکولوف
آرسنی سوکولوف (روسی: Арсе́ний Алекса́ндрович Соколо́в؛ زاده ۱۹ مارس ۱۹۱۰ درگذشته ۱۹ اکتبر ۱۹۸۶) یک فیزیک‌دان در زمینه فیزیک نظری، نظریه میدان‌های کوانتومی، و فیزیک ذرات اهل روسیه بود.